# Croce Rossa Cambogiana
La Croce Rossa Cambogiana (in khmer កាកបាទក្រហមកម្ពុជា) è la società nazionale della Croce Rossa del Regno di Cambogia, stato del Sud-est asiatico.

## Denominazione ufficiale
- កាកបាទក្រហមកម្ពុជា, in lingua khmer, idioma ufficiale della Cambogia;
- Cambodian Red Cross (CRC), in lingua inglese.

## Storia
Fu istituita il 18 febbraio 1955 e venne riconosciuta dal Comitato Internazionale della Croce Rossa il 7 ottobre 1960, entrando come 85⁰ membro nella Federazione internazionale l'8 ottobre.

## Organizzazione
La Società si basa sulle seguenti cariche:
- Presidente Onorario: Norodom Monineath;
- Presidente: Bun Rany;
- Vice Presidente Permanente: Kong Sam Ol;
- Vice Presidente;
- Vice Presidente;
- Vice Presidente;
- Segretario Generale;
- Primo Vice Segretario Generale;
- Secondo Vice Segretario Generale;
- Tesoriere.

## Attività
La Croce Rossa Cambogiana si occupa di soccorrere le vittime di calamità, di reperire donatori del sangue, di operare in ambito famigliare e si dedica all'educazione sanitaria.